# Reinigshof
Der Reinigshof, oft ebenso Reinighof, ist ein Weiler, der zur Ortsgemeinde Bruchweiler-Bärenbach im Landkreis Südwestpfalz gehört.

## Lage
Der Reinigshof liegt in einem Wiesental im Nordwesten der Gemarkung der Ortsgemeinde im Wasgau, wie der Südteil des Pfälzerwaldes auch genannt wird. Unweit nördlich befindet sich die Gemarkungsgrenze zur Stadt Dahn. In seinem Einzugsbereich entspringt der Bach vom Reinigshof, der den Weiler fast halbkreisförmig umfließt und nach rund einem Kilometer in den Wöllmersbach mündet. Außerdem befinden sich in der näheren Umgebung mehrere als Naturdenkmale eingestufte Felsformationen des Dahner Felsenlandes wie der Napoleonsfelsen und der Schmalsteinfelsen. Direkt am Reinigshof befindet sich die Ludwigshafener Hütte der Sektion Ludwigshafen des Deutschen Alpenvereins. Es handelt sich dabei um eine Selbstversorgerhütte ohne Bewirtschaftung.

## Geschichte
Von 1969 bis 1989 war der Reinigshof Bestandteil der Ortsgemeinde Wieslautern. 1975 gründete sich der gemeinnützige Verein Europäische Pioniersiedlung Reinighof e. V., der zwei Jahre später vor Ort einen der Landwirtschaft dienenden Betrieb eröffnete und dort gleichzeitig eine Kommune mit alternativem Lebensstil einrichtete. 2012 wurde die Gemeinschaft umkonzeptioniert. Waren die Bewohner zuvor Selbstversorger gewesen, so gehen sie seither außerhalb arbeiten und das Engagement erfolgt seither auf ehrenamtlicher Basis. Seither firmiert sie unter dem Namen Biotopia. Rechtlich handelt es sich beim Reinigshof um einen Wohnplatz.

## Infrastruktur
Der Reinigshof ist über die Kreisstraße 42, die ihn mit Bruchweiler-Bärenbach verbindet, an das Straßennetz angeschlossen.